# Robert Stewart, II marchese di Londonderry
Robert Stewart, II marchese di Londonderry (Dublino, 18 giugno 1769 – Loring Hall, 12 agosto 1822), noto con il titolo di cortesia di Visconte Castlereagh e conosciuto anche come Lord Castlereagh, fu un nobile e politico anglo-irlandese, ministro degli esteri dal 1812. Rappresentò il Regno Unito al Congresso di Vienna.
Fu anche profondamente coinvolto nel garantire l'approvazione dell'Atto d'Unione irlandese.

## Biografia

### Infanzia ed educazione
Era il figlio primogenito di Robert Stewart, I marchese di Londonderry, un proprietario terriero che fu elevato al rango di conte ed in seguito di marchese da re Giorgio III.
Ricevette la prima educazione alla Royal School di Armagh, e più tardi entrò al St. John's College di Cambridge per un solo anno.

### Carriera giovanile e questione irlandese
Nel 1790 Castlereagh fu eletto rappresentante per Country Down ed entrò alla Camera dei Comuni irlandese come deputato Whig con il programma di riforma elettorale e di emancipazione dei cattolici. Fu, tuttavia, arruolato in seguito nella milizia come ufficiale, cosa usuale per i giovani aristocratici, e si recò assai di rado al parlamento. Nel 1794, vinse la nomina per Tregony, in Inghilterra, con un simile programma elettorale. Nel 1795, passò tra le file del partito Tory, ma i suoi principî di riforma perdurarono nel suo pensiero politico.
In 1794 sposò Amelia Stewart, una donna nota nelle cronache dell'epoca per il suo fascino e la sua eccentricità. I due rimasero fedeli sino alla fine, ma non ebbero figli.
Dal 1797, fu Segretario per l'Irlanda. In questa veste, giocò un ruolo chiave nello stroncare la ribellione irlandese del 1798, offrendo clemenza ai cittadini che avevano supportato la rivolta e facendo invece fucilare i capi ribelli. Nel 1800, incominciò a far pressione nel parlamento inglese e in quello irlandese per un'unione ufficiale fra i due, convinto che questa fosse la via migliore per superare le antiche divisioni settarie in Irlanda. Dopo un'eccezionale manifestazione di abile tattica machiavellica, come egli desiderava, l'Atto d'Unione irlandese riuscì a passare in entrambi i parlamenti.
Durante la sua campagna per l'approvazione dell'Atto, egli aveva promesso il suffragio elettorale per i cattolici irlandesi, una mossa che trovò l'opposizione della maggioranza della classe dirigente inglese, incluso Giorgio III. Quando infatti venne a conoscenza di ciò il Re si avvicinò a Henry Addington, un oppositore dell'emancipazione, che nominò primo ministro al posto di William Pitt il Giovane, mentre lo stesso Pitt e Castlereagh rassegnavano le proprie dimissioni fra le proteste.

### Carriera diplomatica
Dopo pochi anni le tensioni tra i Tories a favore e quelli contro l'emancipazione cattolica si placarono, e Lord Castlereagh tornò al governo come Presidente. Nel 1804, dopo molte sollecitazioni da parte di Castlereagh, William Pitt tornò come primo ministro, e Lord Steward divenne "Segretario di Stato per la Guerra e le Colonie". Dopo la morte di Pitt nel 1806, Castlereagh rassegnò le dimissioni fra il caos del ministero di Lord Grenville. Successivamente alla caduta del governo ricoprì di nuovo il suo precedente incarico nel gabinetto di governo del Duca di Portland (1807).
In tale ruolo restò coinvolto in una dura controversia con il Ministro degli Esteri George Canning riguardo alla fallimentare spedizione di Walcheren e i due alla fine si sfidarono a duello nel 1809.
(A titolo di curiosità Castlereagh scelse come suo secondo Henry Wellesley, fratello minore del futuro Duca di Wellington). Quest'atto di forza fra i due li costrinse a dimettersi dal governo.
Tre anni più tardi, nel 1812, Castlereagh tornò nuovamente al governo, come ministro degli Esteri, un ruolo che ricoprì per i successivi dieci anni. Divenne, inoltre, anche capo della Camera dei Comuni in conseguenza all'assassinio di Spencer Perceval nel 1812. Come Ministro degli Esteri rivestì un ruolo fondamentale nei negoziati che portarono al costituirsi della Quadruplice Alleanza tra Regno Unito, Austria, Russia e Prussia a Chaumont nel 1814, negli accordi del Trattato di Parigi che stabilì la pace con la Francia, e nel Congresso di Vienna. Ivi progettò e propose una forma di comune e collaborativa sicurezza per l'Europa, che poi denominò il Sistema del Congresso. Secondo tale sistema i firmatari più potenti erano chiamati ad incontrarsi periodicamente (circa ogni due anni) per un'amministrazione comune degli affari europei ("concerto europeo"). Nei dieci anni successivi si videro cinque congressi europei che discussero come stabilire l'efficacia dei vari provvedimenti. Alla fine, nel 1822 circa, l'intero sistema collassò a causa delle inconciliabili differenze di opinione tra il Regno Unito, l'Austria e la Russia e per lo scarso supporto al Sistema del Congresso da parte dell'opinione pubblica inglese.
Negli anni che vanno dal 1812 al 1822, Castlereagh portò avanti con abilità l'amministrazione della politica estera britannica, generalmente perseguendo una politica di impegno sul Continente assai poco comune rispetto alla politica estera della Gran Bretagna nel resto del XIX secolo.
Castlereagh non era conosciuto come un gran parlatore e il suo stile diplomatico era alquanto enigmatico. Egli tuttavia godeva di una grande reputazione per la sua onestà, fermezza e simpatia, che erano forse ineguagliate dagli altri diplomatici del suo tempo. La sua concezione della politica estera era, sfortunatamente, troppo avanti per il suo tempo e per la visione del suo Paese insulare.

### Declino e morte
Malgrado le sue imprese, Castlereagh era estremamente impopolare nel suo Paese a causa del suo supposto reazionarismo in Europa, e per la sua associazione con le misure repressive messe in atto dal Ministro degli Interni, Lord Sidmouth. Si attirò queste critiche poiché, come capo della Camera dei Comuni, era stato chiamato più volte a difendere i suoi colleghi in pubblico. Per restare nel governo, dovette così difendere la maggior parte delle misure prese da Sidmouth e gli altri.
Dopo la morte di suo padre nel 1821 divenne Marchese di Londonderry. Ma la tragica fine della vita di Castlereagh era vicina; e il dovere di portare avanti la sua politica, riassunta da lui stesso nelle Instructions ricadde sul suo antico rivale, George Canning.
I primi accenni di esaurimento di Lord Londonderry divennero evidenti durante un'accesa seduta del 1822. Sia il re che il Duca di Wellington furono colpiti dalla sua agitazione ed insofferenza, che la famiglia attribuiva ad un attacco di gotta. Wellington avvertì il Dottor Bankhead che Castlereagh era singolarmente strano e forse colpito da disordine mentale. Bankhead, che aveva capito assai bene che si trattava di una forma di paranoia, si recò subito alla residenza di Castlereagh e prese le dovute precauzioni.
I rasoi e gli altri oggetti affilati furono portati via, ma la sorte volle che un tagliacarte fosse dimenticato in un cassetto dello scrittorio.
Il 9 agosto 1822 Castlereagh ebbe un'udienza con re Giorgio IV nella quale lo avvisò di essere ricattato. Egli disse, «Io sono accusato dello stesso crimine del vescovo di Clogher!» Il Re affermò di aver solamente avvisato Castlereagh di consultare un medico. Castlereagh tornò alla sua residenza a Loring Hall in Water Lane North Cray nel Kent, e il 12 agosto si suicidò tagliandosi il collo con il detto tagliacarte.

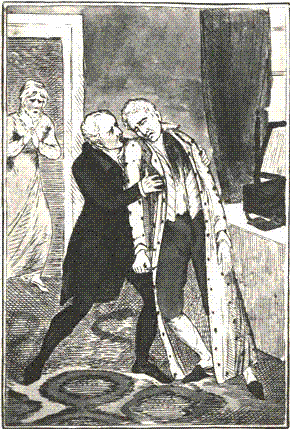
Il suicidio di Castlereagh

Un'inchiesta concluse che ciò che aveva commesso era un atto di follia, sfuggendo così la riprovevole condanna del verdetto Felo de se che avrebbe voluto che le vittime suicide fossero state sepolte con un palo nel cuore ad un crocevia - un fatto che accadde per l'ultima volta nel 1823, prima che la legge fosse emendata nello stesso anno.
Alcuni radicali, in particolare William Cobbett, sostennero che questo era una copertura del governo e un'accusa incriminante di elitismo e privilegi ad un sistema elettorale non riformato. I funerali di Castlereagh il 20 giugno furono accolti da derisioni e insulti durante la processione, sebbene non al livello di unanimità progettato dalla stampa radicale. Un applauso finale venne fatto come la bara entrò in Westminster Abbey, allontanandosi dagli occhi del pubblico per l'ultimo momento. Castlereagh fu tumulato nell'abbazia di Westminster all'ombra del suo maestro, William Pitt il Giovane; un monumento funerario fu eretto prima del 1850 dal suo fratellastro e successore, Charles Vane.
Tempo dopo la morte di Castlereagh, Lord Byron scrisse un sarcastico e offensivo epitaffio riguardo alla sua tomba:
Eppure alcuni degli oppositori politici di Castlereagh furono cortesi nei loro epigrammi. Henry Brougham, deputato Whig e più tardi Lord Cancelliere, scrisse:
Una placca commemorativa è stata affissa all'entrata del suo palazzo in ricordo del suo più illustre residente, che vi abitò dal 1811.

## Ascendenza
|                                                   |                                                |                                         | Genitori                                      |  |  | Nonni |  |  | Bisnonni           |  |  | Trisnonni           |  |
|                                                   |                                                |                                         |                                               |  |  |       |  |  | 8. William Stewart |  |  | 16. William Stewart |  |
|                                                   |                                                |                                         |                                               |  |  |       |  |  | 8. William Stewart |  |  | 16. William Stewart |  |
|                                                   |                                                | 17. Alice Stewart                       |                                               |  |  |       |  |  | 8. William Stewart |  |  |                     |  |
| 4. Alexander Stewart                              |                                                |                                         |                                               |  |  |       |  |  | 8. William Stewart |  |  |                     |  |
|                                                   |                                                | …                                       | …                                             |  |  |       |  |  |                    |  |  |                     |  |
|                                                   |                                                | …                                       | …                                             |  |  |       |  |  |                    |  |  |                     |  |
|                                                   |                                                | …                                       | …                                             |  |  |       |  |  |                    |  |  |                     |  |
| 2. Robert Stewart, I marchese di Londonderry      |                                                | …                                       |                                               |  |  |       |  |  |                    |  |  |                     |  |
|                                                   |                                                | 10. John Cowan                          | …                                             |  |  |       |  |  |                    |  |  |                     |  |
|                                                   |                                                | 10. John Cowan                          | …                                             |  |  |       |  |  |                    |  |  |                     |  |
|                                                   |                                                | 10. John Cowan                          | …                                             |  |  |       |  |  |                    |  |  |                     |  |
| 5. Mary Cowan                                     |                                                | 10. John Cowan                          |                                               |  |  |       |  |  |                    |  |  |                     |  |
|                                                   |                                                | 11. Anne Stewart                        | 22. Alexander Stewart                         |  |  |       |  |  |                    |  |  |                     |  |
|                                                   |                                                | 11. Anne Stewart                        | 22. Alexander Stewart                         |  |  |       |  |  |                    |  |  |                     |  |
|                                                   |                                                | 11. Anne Stewart                        | …                                             |  |  |       |  |  |                    |  |  |                     |  |
| 1. Robert Stewart, II marchese di Londonderry     |                                                | 11. Anne Stewart                        |                                               |  |  |       |  |  |                    |  |  |                     |  |
|                                                   | 12. Francis Seymour-Conway, I barone di Conway | 24. Edward Seymour, IV baronetto        |                                               |  |  |       |  |  |                    |  |  |                     |  |
|                                                   | 12. Francis Seymour-Conway, I barone di Conway | 24. Edward Seymour, IV baronetto        |                                               |  |  |       |  |  |                    |  |  |                     |  |
|                                                   | 12. Francis Seymour-Conway, I barone di Conway | 25. Letitia Popham                      |                                               |  |  |       |  |  |                    |  |  |                     |  |
| 6. Francis Seymour-Conway, I marchese di Hertford | 12. Francis Seymour-Conway, I barone di Conway |                                         |                                               |  |  |       |  |  |                    |  |  |                     |  |
|                                                   |                                                | 13. Charlotte Shorter                   | 26. John Shorter                              |  |  |       |  |  |                    |  |  |                     |  |
|                                                   |                                                | 13. Charlotte Shorter                   | 26. John Shorter                              |  |  |       |  |  |                    |  |  |                     |  |
|                                                   |                                                | 13. Charlotte Shorter                   | 27. Elizabeth Phillips                        |  |  |       |  |  |                    |  |  |                     |  |
| 3. Sarah Frances Seymour-Conway                   |                                                | 13. Charlotte Shorter                   |                                               |  |  |       |  |  |                    |  |  |                     |  |
|                                                   |                                                | 14. Charles FitzRoy, II duca di Grafton | 28. Henry FitzRoy, I duca di Grafton          |  |  |       |  |  |                    |  |  |                     |  |
|                                                   |                                                | 14. Charles FitzRoy, II duca di Grafton | 28. Henry FitzRoy, I duca di Grafton          |  |  |       |  |  |                    |  |  |                     |  |
|                                                   |                                                | 14. Charles FitzRoy, II duca di Grafton | 29. Isabella Bennet, II contessa di Arlington |  |  |       |  |  |                    |  |  |                     |  |
| 7. Isabella Fitzroy                               |                                                | 14. Charles FitzRoy, II duca di Grafton |                                               |  |  |       |  |  |                    |  |  |                     |  |
|                                                   |                                                | 15. Henrietta Somerset                  | 30. Charles Somerset, marchese di Worcester   |  |  |       |  |  |                    |  |  |                     |  |
|                                                   |                                                | 15. Henrietta Somerset                  | 30. Charles Somerset, marchese di Worcester   |  |  |       |  |  |                    |  |  |                     |  |
|                                                   |                                                | 15. Henrietta Somerset                  | 31. Rebecca Child                             |  |  |       |  |  |                    |  |  |                     |  |
|                                                   |                                                | 15. Henrietta Somerset                  |                                               |  |  |       |  |  |                    |  |  |                     |  |

## Titoli e trattamento
- 1769 - 1789: Egregio signor Robert Stewart
- 1789 - 1796: The Honourable Robert Stewart
- 1796 - 1798: Il Visconte Castlereagh
- 1798 - 1821: The Honourable Visconte Castlereagh
- 1821 -  1822: The Most Honourable, il Marchese di Londonderry